# UCIワールドツアー2022
UCIワールドツアー2022は、UCIワールドツアーの2022年におけるシリーズ。2020年から続く新型コロナウイルス感染症の流行により、前年に続きシーズン序盤にオーストラリアで行われるツアー・ダウンアンダーとカデル・エヴァンス・グレートオーシャン・ロードレースは開催が見送られ、2月のUAEツアーからの開幕となった。

## 参加チーム
- AG2R・シトロエン・チーム (ACT)  フランス
- アスタナ・カザフスタン・チーム (AST)  カザフスタン
- バーレーン・ヴィクトリアス (TBV)  バーレーン
- ボーラ＝ハンスグローエ (BOH)  ドイツ
- コフィディス・ソリュシオンクレディ (COF)  フランス
- クイックステップ・アルファビニール (QST)  ベルギー
- EFエデュケーション・イージーポスト (EFE)  アメリカ合衆国
- グルパマ・FDJ (GFC)  フランス
- イネオス・グレナディアス (IGD)  イギリス
- アンテルマルシェ・ワンティ・ゴベール・マテリオ (IWG)  ベルギー
- イスラエル・プレミアテック (ISN)  イスラエル
- チーム・ユンボ・ヴィスマ (TJV)  オランダ
- ロット・ソウダル (LTS)  ベルギー
- モビスター・チーム (MOV)  スペイン
- チーム・バイクエクスチェンジ・ジェイコ (BEX)  オーストラリア
- チームDSM (DSM)  ドイツ
- トレック・セガフレード (TFS)  アメリカ合衆国
- UAE チーム・エミレーツ (UAD)  アラブ首長国連邦

## 日程
| 開催日     | レース                                                 | 獲得ポイント | 優勝者                           | 所属チーム                                     |
| ---------- | ------------------------------------------------------ | ------------ | -------------------------------- | ---------------------------------------------- |
| 1/18-23    | ツアー・ダウンアンダー                                 | 0500         | 開催中止                         | 開催中止                                       |
| 1/30       | カデル・エヴァンス・グレート・オーシャン・ロードレース | 0300         | 開催中止                         | 開催中止                                       |
| 2/20–26    | UAEツアー                                              | 0300         | タデイ・ポガチャル               | UAE チーム・エミレーツ                         |
| 2/26       | オムロープ・ヘット・ニウスブラット                     | 0300         | ワウト・ファン・アールト         | チーム・ユンボ・ヴィスマ                       |
| 3/5        | ストラーデ・ビアンケ                                   | 0300         | タデイ・ポガチャル               | UAE チーム・エミレーツ                         |
| 3/6–13     | パリ〜ニース                                           | 0500         | プリモシュ・ログリッチ           | チーム・ユンボ・ヴィスマ                       |
| 3/7–13     | ティレーノ〜アドリアティコ                             | 0500         | タデイ・ポガチャル               | UAE チーム・エミレーツ                         |
| 3/19       | ミラノ〜サンレモ                                       | 0500         | マテイ・モホリッチ               | バーレーン・ヴィクトリアス                     |
| 3/21–27    | ボルタ・ア・カタルーニャ                               | 0500         | セルヒオ・イギータ               | ボーラ＝ハンスグローエ                         |
| 3/23       | クラシック・ブルッヘ〜デ・パンネ                       | 0300         | ティム・メルリール               | アルペシン＝フェニックス                       |
| 3/25       | E3サクソバンク・クラシック                             | 0400         | ワウト・ファン・アールト         | チーム・ユンボ・ヴィスマ                       |
| 3/27       | ヘント〜ウェヴェルヘム                                 | 0400         | ビニヤム・ギルマイ               | アンテルマルシェ・ワンティ・ゴベール・マテリオ |
| 3/30       | ドワルス・ドール・フラーンデレン                       | 0300         | マチュー・ファン・デル・プール   | アルペシン＝フェニックス                       |
| 4/3        | ロンド・ファン・フラーンデレン                         | 0500         | マチュー・ファン・デル・プール   | アルペシン＝フェニックス                       |
| 4/4–9      | イツリア・バスク・カントリー                           | 0500         | ダニエル・フェリペ・マルティネス | イネオス・グレナディアス                       |
| 4/10       | アムステルゴールドレース                               | 0500         | ミハウ・クフャトコフスキ         | イネオス・グレナディアス                       |
| 4/17       | パリ〜ルーベ                                           | 0500         | ディラン・ファンバールレ         | イネオス・グレナディアス                       |
| 4/20       | フレッシュ・ワロンヌ                                   | 0400         | ディラン・トゥーンス             | バーレーン・ヴィクトリアス                     |
| 4/24       | リエージュ〜バストーニュ〜リエージュ                   | 0500         | レムコ・エーヴネプール           | クイックステップ・アルファビニール             |
| 4/26 – 5/1 | ツール・ド・ロマンディ                                 | 0500         | アレクサンドル・ウラソフ         | ボーラ＝ハンスグローエ                         |
| 5/1        | エシュボルン＝フランクフルト                           | 0300         | サム・ベネット                   | ボーラ＝ハンスグローエ                         |
| 5/7–29     | ジロ・ディ・イタリア                                   | 0850         | ジャイ・ヒンドリー               | ボーラ＝ハンスグローエ                         |
| 6/5–12     | クリテリウム・デュ・ドフィネ                           | 0500         | プリモシュ・ログリッチ           | チーム・ユンボ・ヴィスマ                       |
| 6/12–19    | ツール・ド・スイス                                     | 0500         | ゲラント・トーマス               | イネオス・グレナディアス                       |
| 7/1–24     | ツール・ド・フランス                                   | 1000         | ヨナス・ヴィンゲゴー             | チーム・ユンボ・ヴィスマ                       |
| 7/30       | クラシカ・サンセバスティアン                           | 0400         | レムコ・エーヴネプール           | クイックステップ・アルファビニール             |
| 7/30–8/5   | ツール・ド・ポローニュ                                 | 0500         | イーサン・ヘイター               | イネオス・グレナディアス                       |
| 8/7–13     | / ベネルクス・ツアー                                   | 0500         | 開催中止                         | 開催中止                                       |
| 8/19–9/11  | ブエルタ・ア・エスパーニャ                             | 0850         | レムコ・エヴェネプール           | クイックステップ・アルファビニール             |
| 8/21       | サイクラシックス・ハンブルク                           | 0400         | マルコ・ハラー                   | ボーラ＝ハンスグローエ                         |
| 8/28       | ブルターニュ・クラシック                               | 0400         | ワウト・ファン・アールト         | チーム・ユンボ・ヴィスマ                       |
| 9/9        | グランプリ・シクリスト・ド・ケベック                   | 0500         | ブノワ・コスヌフロワ             | AG2R・シトロエン・チーム                       |
| 9/11       | グランプリ・シクリスト・ド・モンレアル                 | 0500         | タデイ・ポガチャル               | UAE チーム・エミレーツ                         |
| 10/8       | イル・ロンバルディア                                   | 0500         | タデイ・ポガチャル               | UAE チーム・エミレーツ                         |
| 10/13–18   | ツアー・オブ・広西                                     | 0300         | 開催中止                         | 開催中止                                       |